# Konrad Hane
Konrad Hane, auch Conrad Hahne (* 1. Juli 1809 in Fulda; † 3. November 1880 ebenda) war ein römisch-katholischer Geistlicher und Bistumsverweser in Fulda. 

## Leben
Konrad Hane wurde als Sohn des Drechslermeisters Anton Hahne (* 1774) und dessen Ehefrau Maria Elisabeth Teichmüller geboren, machte 1829 das Abitur am Gymnasium Fulda und absolvierte ein Studium der Theologie am Priesterseminar Fulda.
Am 21. September 1833 erhielt er durch Bischof Johann Leonhard Pfaff die Priesterweihe und war anschließend als Kaplan an der Stadtpfarrkirche Fulda tätig. 
1837 wurde er vom Bischof zum Bischofskaplan ausersehen und blieb bis 1849 in diesem Amt, in dem er Begleiter des Bischofs und auch Lehrer im Fach Kirchenrecht am bischöflichen Priesterseminar Fulda war.
Er wurde Pfarrer und Dechant in Kassel, wo er bis 1866 blieb, als er Domkapitular in Fulda wurde.
Als Bischof Christoph Florentius Kött, der 1849 konsekriert wurde, am 17. Oktober 1873 verstarb, stand Hane auf der zur Wiederbesetzung des Bischofsstuhls vorgelegten Liste an erster Stelle. Da er und fünf weitere Kandidaten den verlangten Revers nicht ausstellten, wurden sie von der Staatsregierung von der Kandidatenliste gestrichen. 
Am 11. März 1874 wurde er zum Kapitularvikar (Bistumsverweser) ernannt und übte dieses Amt bis zu seinem Tod, mit dem das Domkapitel verwaiste, aus. Nach acht Jahren Sedisvakanz wurde Georg von Kopp 1881 zum Bischof von Fulda gewählt.
Hane war Präses des am 18. Januar 1850 in Fulda gegründeten Bonifatius-Vereins.